# IJstransplantatie
Bij een ijstransplantatie worden grote stukken ijs vanuit de ene locatie naar een andere getransporteerd om een wak dicht te laten vriezen.
Om schaatstochten op natuurijs te organiseren is een minimale ijsdikte vereist van ongeveer 15 cm. Daar waar het water nog lange tijd na het begin van een vorstperiode in beweging is door de aanwezigheid van wind, of waar het water niet genoeg afkoelt (bijvoorbeeld onder bruggen) worden ijstransplantaties uitgevoerd om de ijsaangroei te stimuleren.
Het fenomeen werd vooral bekend tijdens de aanloop naar de elfstedentocht van 1997. Onder andere de brandweer van Sneek voerde destijds transplantaties uit om een elfstedentocht mogelijk te maken.

## Werkwijze
Uit nabij gelegen watergangen worden met behulp van onder meer kettingzagen grote stukken ijs uitgezaagd. Deze worden vervolgens naar het beoogde wak getransporteerd. Doordat er nu geen groot stuk open water meer is, zal het wak sneller dichtvriezen.
Indien het wak wel al dicht is op het moment van de transplantatie, maar het ijs nog te zwak is, wordt eerst het bestaande ijs verwijderd om plaats te maken voor het transplantatie-ijs.